# Моника Марон
Моника Марон (на немски: Monika Maron) е германска писателка, родена на 3 юни 1941 г. в Берлин с моминско име Моника Ева Игларц. През 1951 г. се преселва от Западен в Източен Берлин при втория си баща Карл Марон, който е министър на вътрешните работи на ГДР. Приема фамилното име Марон.

## Биография и творчество
След гимназията Моника Марон работи като фрезист в завод за самолети край Дрезден. После следва театрознание и прави опити като режисьор и журналист. В края на 1970-те години се посвещава изцяло на писателството.
Поради критичното съдържание дебютният ѝ роман „Летящ прах“ не може да бъде публикуван в ГДР и излиза през 1981 г. в западногерманското издателство Фишер. Тази творба е смятана за първия широко известен протест срещу замърсяването на околната среда в Източна Германия.
На Моника Марон е разрешено няколко пъти да пътува в Западен Берлин с определени оперативни задачи, но е непрекъснато следена от агенти на ЩАЗИ. През 1988 г. напуска официално ГДР с тригодишна виза. Живее в Хамбург до 1992 г., когато се завръща в обединения Берлин.
Впоследствие Марон създава повече от десет романа и други творби с есета и разкази, сред които особено силен отзвук има романът Тъжното животно (1996).
Прозата на Моника Марон излъчва мрак и самота, свидетелстващи за наранената чувствителност и отчаянието на авторката.
Нейни произведения са преведени на английски, френски, италиански, японски, корейски, хърватски, нидерландски, полски, руски, испански и португалски.

## Награди и отличия
- 1990: Irmgard-Heilmann-Preis
- 1991: Награда Братя Грим на град Ханау
- 1992: Награда Хайнрих фон Клайст
- 1994: Литературна награда на Золотурн
- 1994: Награда Розвита
- 1995: Евангелистка награда за книга
- 2003: Награда Фридрих Хьолдерлин на град Бад Хомбург
- 2003: Carl-Zuckmayer-Medaille
- 2004/2005: Frankfurter Poetik-Vorlesungen
- 2009: Mainzer Stadtschreiber
- 2009: Национална награда на Германия
- 2010: Humanismus-Preis des Deutscher Altphilologenverband
- 2011: Награда Лесинг на Саксония
- 2017: Награда Ида Демел